# Amelie Kober
Amelie Kober (Bad Aibling, 16 november 1987) is een Duitse snowboardster. Ze vertegenwoordigde haar vaderland op de Olympische Winterspelen 2006 in Turijn, op de Olympische Winterspelen 2010 in Vancouver en op de Olympische Winterspelen 2014 in Sotsji.

## Carrière
Bij haar wereldbekerdebuut, in januari 2004 in Alpe d'Huez, scoorde Kober direct haar eerste wereldbekerpunten. In oktober 2004 behaalde ze in Sölden haar eerste toptienklassering in een wereldbekerwedstrijd, een jaar later stond ze in Sölden voor de eerste maal in haar carrière op het podium van een wereldbekerwedstrijd. Op 13 oktober 2006 boekte Kober in Landgraaf haar eerste wereldbekerzege, in het seizoen 2008/2009 won ze het wereldbekerklassement parallelslalom en parallelreuzenslalom.
Kober nam in haar carrière vier keer deel aan de wereldkampioenschappen snowboarden. Haar beste resultaat leverde ze op de FIS wereldkampioenschappen snowboarden 2007 in Arosa, daar behaalde ze de zilveren medaille op de parallelreuzenslalom. Op de FIS wereldkampioenschappen snowboarden 2013 in Stoneham veroverde Kober de bronzen medaille op zowel de parallelslalom als de parallelreuzenslalom.
Tijdens de Olympische Winterspelen van 2006 in Turijn veroverde Kober de zilveren medaille op de parallelreuzenslalom, vier jaar later eindigde ze in Vancouver op hetzelfde onderdeel op de achtste plaats. Tijdens de Olympische Winterspelen van 2014 in Sotsji sleepte de Duitse de bronzen medaille in de wacht op de parallelslalom.

## Resultaten

### Olympische Winterspelen
| Jaar | Plaats    | Resultaten                                |
| ---- | --------- | ----------------------------------------- |
| 2006 | Turijn    | Parallelreuzenslalom                      |
| 2010 | Vancouver | 8e Parallelreuzenslalom                   |
| 2014 | Sotsji    | Parallelslalom · 30e Parallelreuzenslalom |

### Wereldkampioenschappen
| Jaar | Plaats    | Resultaten                                  |
| ---- | --------- | ------------------------------------------- |
| 2005 | Whistler  | 17e Parallelslalom 25e Parallelreuzenslalom |
| 2007 | Arosa     | 9e Parallelslalom · Parallelreuzenslalom    |
| 2009 | Gangwon   | 31e Parallelslalom 10e Parallelreuzenslalom |
| 2011 | La Molina | 6e Parallelslalom 4e Parallelreuzenslalom   |
| 2013 | Stoneham  | Parallelslalom · Parallelreuzenslalom       |

### Wereldbeker
Eindklasseringen
| Seizoen   | Algm  | PAR    | PGS | PSL    |
| --------- | ----- | ------ | --- | ------ |
| 2003/2004 | -     | 43e    | -   | -      |
| 2004/2005 | -     | 20e    | -   | -      |
| 2005/2006 | 24e   | 8e     | -   | -      |
| 2006/2007 | 9e    | 6e     | -   | -      |
| 2007/2008 | 30e   | 15e    | -   | -      |
| 2008/2009 | Brons | Goud   | -   | -      |
| 2009/2010 | 9e    | 6e     | -   | -      |
| 2010/2011 | 55e   | 26e    | -   | -      |
| 2011/2012 | -     | Zilver | -   | -      |
| 2012/2013 | –     | 5e     | 13e | Zilver |
| 2013/2014 | –     | 17e    | 16e | 20e    |

Wereldbekerzeges
| Datum            | Plaats       | Onderdeel            |
| ---------------- | ------------ | -------------------- |
| 13 oktober 2006  | Landgraaf    | Parallelslalom       |
| 12 oktober 2007  | Landgraaf    | Parallelslalom       |
| 7 januari 2009   | Kreischberg  | Parallelslalom       |
| 22 februari 2009 | Stoneham     | Parallelreuzenslalom |
| 26 februari 2009 | Sunday River | Parallelreuzenslalom |
| 15 maart 2009    | La Molina    | Parallelreuzenslalom |
| 22 maart 2009    | Valmalenco   | Parallelreuzenslalom |
| 12 oktober 2009  | Landgraaf    | Parallelslalom       |
| 6 februari 2010  | Sudelfeld    | Parallelreuzenslalom |
| 28 januari 2012  | Sudelfeld    | Parallelreuzenslalom |
| 17 maart 2012    | Valmalenco   | Parallelreuzenslalom |
| 11 januari 2013  | Bad Gastein  | Parallelslalom       |